# Alte Wallfahrtskapelle (Gschnaidt)

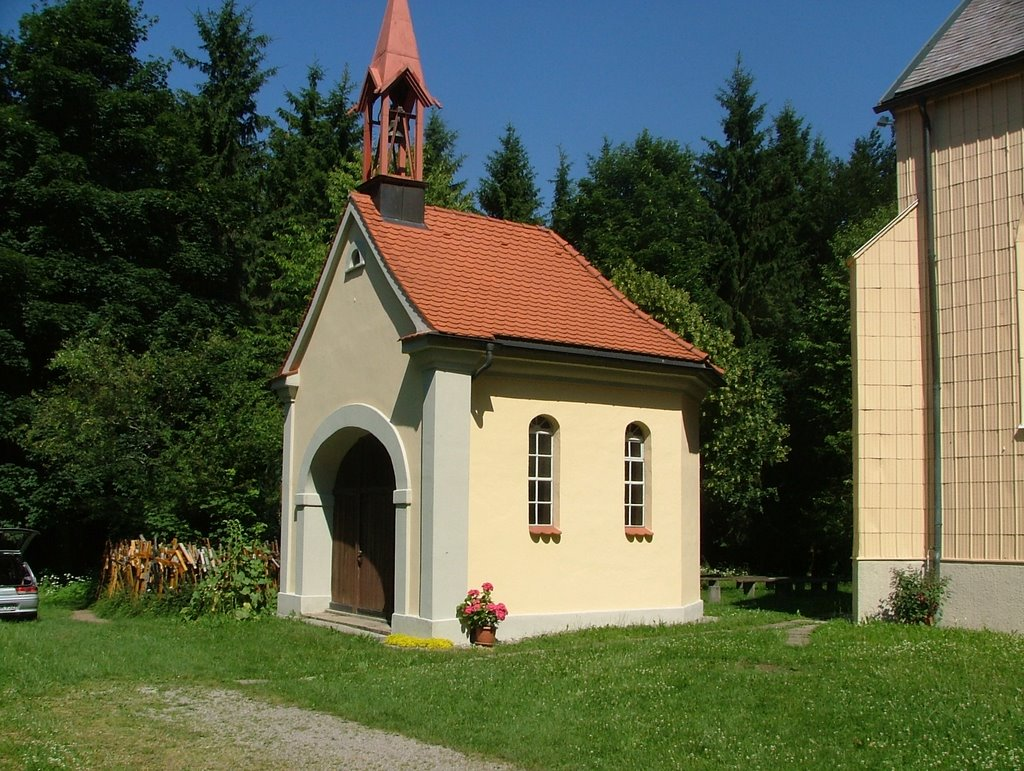
Alte Wallfahrtskapelle in Gschnaidt

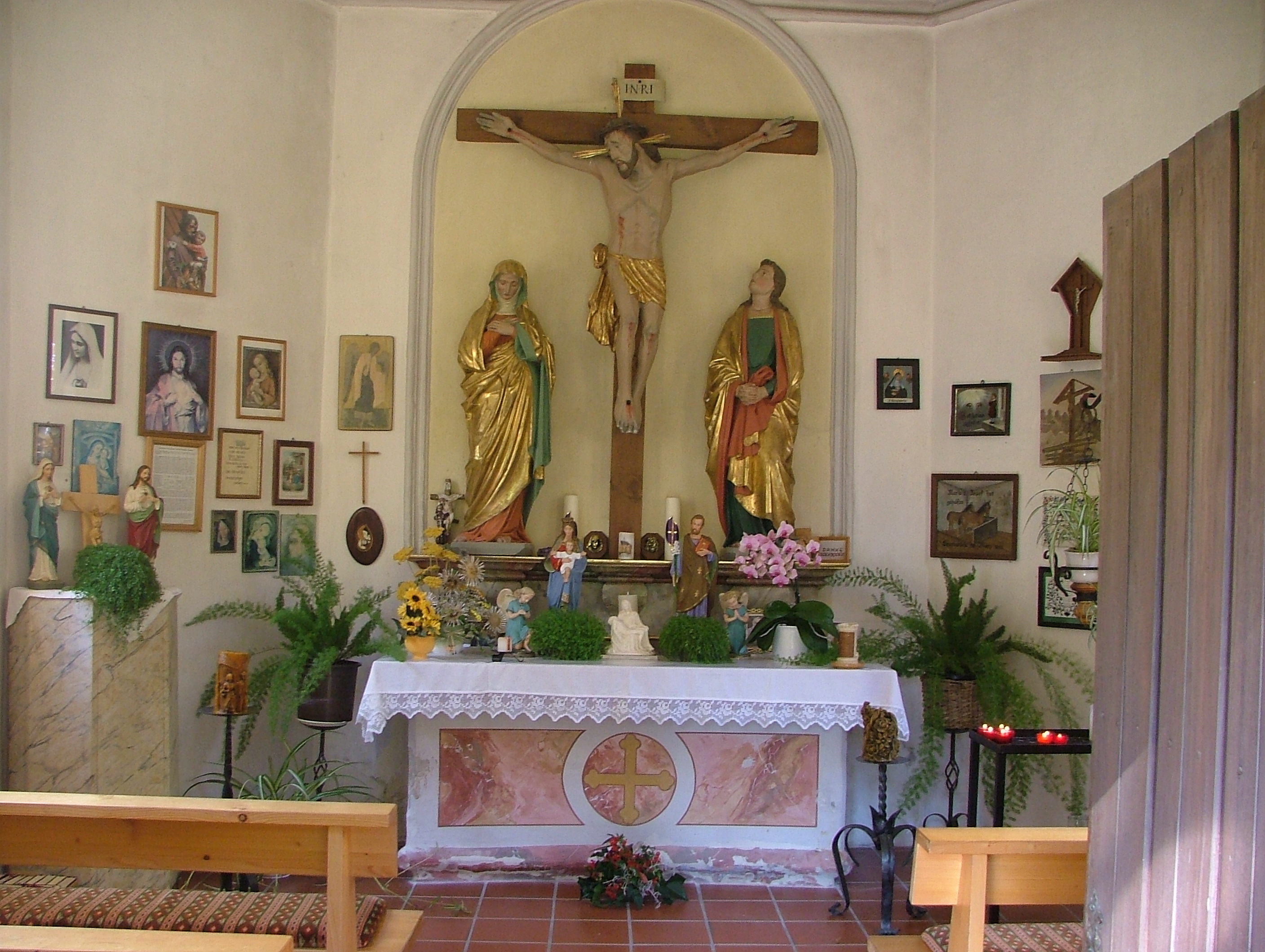
Innenansicht der alten Wallfahrtskapelle

Die Alte Wallfahrtskapelle ist eine römisch-katholische Kapelle in Gschnaidt, einem Ortsteil von Altusried im Landkreis Oberallgäu (Bayern) und steht unter Denkmalschutz. Die Wallfahrtskapelle wurde 1848 an Stelle eines Vorgängerbaues von 1750, welcher 1767 abgebrochen wurde, durch den Maurer J. A. Daibler aus Vorderbrennberg errichtet. Die ursprüngliche Wallfahrtskapelle (zum Hl. Kreuz) war ein einfacher Holzbau und ist auf einem Votivbild von 1753 zu sehen.
Der Neubau von 1848 ist ein kleiner Bau mit zwei Fensterachsen. Die nach Norden ausgerichtete Kapelle ist dreiseitig geschlossen und besitzt einen Dachreiter. Das Kruzifix auf dem Altar befand sich ursprünglich im Pfarrhof in Frauenzell und stammt aus dem 17. Jahrhundert. Aus der Vorgängerkapelle wurde der Christus an der Geißelsäule übernommen, auch dieser stammt aus dem 17. Jahrhundert. Die Votivbilder wurden in den Jahren 1733, 1753 und 1759, sowie bis ins 19. Jahrhundert hinein in der Kapelle angebracht.